# Florimond de Beaune
Florimond de Beaune (Blois, 7 ottobre 1601 – Blois, 18 agosto 1652) è stato un matematico francese amico di Cartesio, del quale apprese presto il valore dell'evoluzione in campo geometrico.
De Beaune studiò anche Galileo Galilei ma, in ambito strettamente matematico, fu autore di un Trattato dell'angolo solido e di un trattato inerente alle proprietà geometriche di determinate linee curve. Entrambe le pubblicazioni sono andate perdute, nonostante la loro esistenza sia stata confermata da alcuni scritti di Cartesio. Un'altra sua raccolta di scritti, Notae breves, contribuirono all'introduzione del trattato del 1649 La geometria dello stesso Cartesio. Un'altra opera di de Beaune, Tractatus de limitibus aequationum, fu ristampata dopo la sua morte.